# フランシスト運動

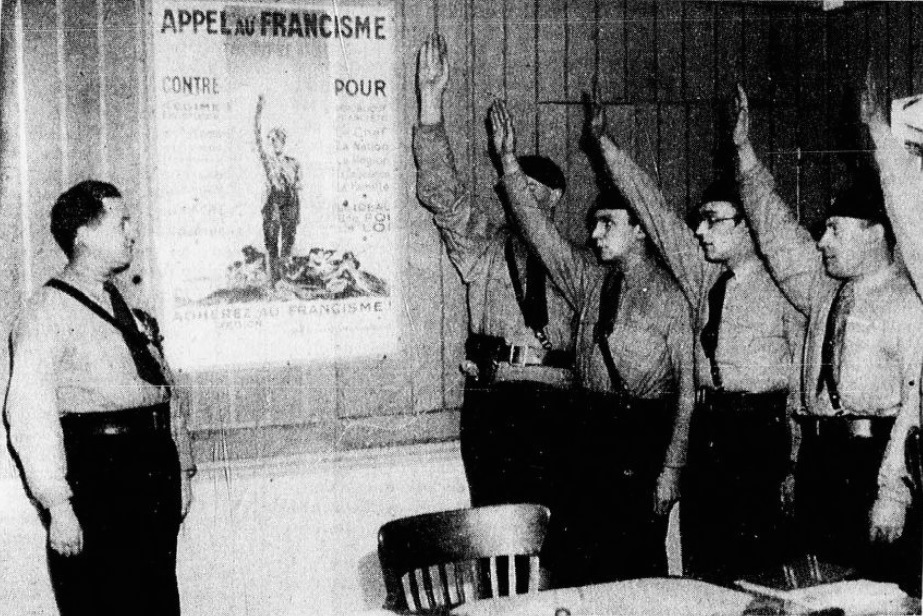
Bucard and members of the Francist Movement, 1934

フランシスト運動（Mouvement franciste）、略称MFは、1933年9月にマルセル・ビュカールによって創設されたフランスのファシズム・反ユダヤ主義政治団体。新聞「ル・フランシスム」を編集・発行した。党員数は最盛期には1万人に達し、イタリアの独裁者ベニート・ムッソリーニから資金援助を受けていた。そのメンバーはフランシストまたは青シャツ隊（シュミーズ・ブルー）と呼ばれ、ローマ式敬礼をした（なお、フランスではフランソワ・コティのソリダリテ・フランセーズ（フランス連帯団、Solidarité Française）が準軍事的組織として性質を持っていた）。
1934年2月6日のパリの抗議デモに参加し、極右全体（アクション・フランセーズからクロワ・ド・フーまで）がスタヴィスキー事件の影響に抗議し、おそらくエドゥアール・ダラディエ政権を倒そうとした。同年末のコティの死後、ソリダリテ・フランセーズに統合された。
2月6日暴動に参加したすべての運動は、1936年にレオン・ブルムの人民戦線政権がこの問題に関する新しい法律を可決したため、非合法化された。1938年の試みの失敗後、フランスがナチス・ドイツに制圧された後の1941年に、この運動は政党（パルティ・フランシスト、フランシスト党）として再結成された。
ジャック・ドリオのフランス人民党、マルセル・デアの国家人民連合（RNP）とともに、フランシスム運動はナチス・ドイツ占領軍とヴィシー・フランスの主要なコラボであった。フランシスム運動は第二次世界大戦終結後は存続せず、国家反逆者とみなされた。ビュカールは戦後、コラボとして処刑された。

## 設立
フランシスム運動は、1933年8月から9月にかけて、元神学徒で戦争の英雄であり、すでにアクション・フランセーズ、フェソー党、ソリダリテ・フランセーズ、クロア・ド・フーなどの多くの民族主義運動や初期ファシズム運動に参加していたマルセル・ビュカールによって創設された：。1933年9月29日午後11時、パリの凱旋門で行われた式典で正式に創設された。ビュカールは式典でスピーチを行いながら、「権力の征服を目的とする革命的行動運動を創設する」、「奈落への競争を止める」と述べた。
この運動はムッソリーニの国民ファシスト党から多大な影響を受けており、イタリアのファシスト運動から多大な資金と支援を受けていた。ビュカールも、「フランスにとってのフランシスム運動はイタリアにとってのファシズムだ」と述べている。

## ドイツ占領軍とのコラボ
占領中、フランシスト運動は再始動し、ジャック・ドリオのフランス人民党（PPF）やマルセル・デアの国家人民連合（RNP）とともに、ドイツ占領当局に協力した最も注目すべき政治運動のひとつである。
1941年5月5日、マルセル・ブカールとポール・ギロー（哲学助手、『ラ・クロワ』編集長ジャン・ギローの息子）がフランシスム運動を再スタートさせた。ポール・ギローは運動をより「社会主義的」なものにしようとした。同様に、ブカールは労働総同盟（占領下で解散）を擁護し、ヴィシー政権の労働憲章を批判した。
他の協力運動と同様、この運動も大衆運動にはなりえなかった。歴史家デュオ・ランベール・ル・マレクによれば、最盛期（1943年夏）には約5,500人（地方で4,000人、パリ地方で1,500人）、他の資料によれば最大で8,000人のメンバーがいたという。党紙「ル・フランシステ」は戦時中、最大発行部数2万部に達した。
1943年には、他のファシスト運動との統一を図るため、国民大衆集会が支配する協力主義戦線に参加した。他の政党と同様、フランシステ運動も激しい協調主義に走った（レジスタンスと戦うためのタスクフォースの創設はその一例である）。メンバーの多くは反ユダヤ主義、反共産主義活動に参加し、メンバーはフランス人レジスタンスを積極的に標的にしたミリスに参加した。特にセーヌ＝エ＝オワーズ県とモルビアン県で定着しており、地元住民が暴力事件に巻き込まれた。
1944年7月4日、ビュカールがユダヤ人宝石店を襲った後、口論になった2人の警官がビュカールのボディーガードに殺された。ビュカールは投獄されたが、7月29日に釈放され、8月12日に他のフランシスム運動家たちとともにドイツに逃亡した。ビュカールは最終的に逮捕され、裁判にかけられ、1946年2月21日に死刑判決を受け、3月19日にパリ近郊のシャティヨン要塞で銃殺された。銃殺刑に直面した彼は目隠しを拒否し、銃殺前に「Qui vive? La France!」と叫んだ。遺族は彼の遺体を一族の金庫に安置するよう求めたが拒否され、彼はティエのパリ人墓地（現在はヴァル・ド・マルヌ県）に埋葬された。